# Medicamento de venta libre
Los medicamentos de venta libre, también llamados medicamentos de venta directa o medicamentos de venta sin receta, son aquellos que no requieren una receta médica para su adquisición. Se trata de una categoría de medicamentos producidos, distribuidos y vendidos a los consumidores/usuarios para que los utilicen por su propia iniciativa.
Los medicamentos de venta libre conforman un grupo de fármacos destinados al alivio, tratamiento o prevención de afecciones menores con los que se posee una amplia experiencia de uso. Han sido autorizados expresamente como tales por las autoridades sanitarias de cada país.
En 1990 la Organización Mundial de la Salud adoptó como definición de medicamento de venta libre u OTC (over-the-counter) la siguiente: «...medicamentos cuya entrega y administración no requieren de la autorización de un facultativo. Pueden existir diferentes categorías para estos medicamentos, de acuerdo con la legislación de cada país.»

## Características
Los medicamentos de venta libre generalmente cumplen con las siguientes características:
- sus beneficios son mayores que sus riesgos potenciales;
- poseen bajo potencial de uso indebido y abuso;
- los consumidores/usuarios pueden utilizarlos para afecciones que pueden reconocer en sí mismos(as);
- pueden etiquetarse adecuadamente (poseen información del producto en sus estuches o en el interior a través del prospecto);
- no es necesaria la intervención de profesionales de la salud para su uso seguro y eficaz.[2]

Estos productos pueden conseguirse únicamente en las farmacias o también en otros establecimientos comerciales, según la regulación de cada país. Asimismo, en América Latina algunos países realizan campañas (por ejemplo, en Colombia), para difundir la diferencia entre medicamentos de venta libre y medicamentos que requieren una prescripción o receta médica para su adquisición.
Conforman, según lo manifestado por la Organización Mundial de la Salud, uno de los pilares del autocuidado: ”lo que las personas hacen por sí mismas para mantener su salud, prevenir y tratar la enfermedad”; dentro del marco de lo que se denomina automedicación responsable, en la que el consumidor/usuario trata sus enfermedades o síntomas con medicamentos que han sido aprobados, están disponibles para la venta sin prescripción o receta médica y son seguros y eficaces cuando se usan en las condiciones establecidas. Es por lo tanto una actividad legal, pero requiere información calificada e independiente para poder tomar buenas decisiones.
Lo anterior es distinto a la automedicación, la cual consiste en la adquisición de medicamentos que requieren prescripción o sin contar con ella. La auto medicación tiene consecuencias tanto económicas como sanitarias. Por un lado, puede implicar mayores gastos por intoxicación.Y por otro lado, podría empeorar una enfermedad o generar una nueva.